# Num Lock
Num Lock je klávesa umístěná v levém horním rohu numerické části klávesnice. Používá se k aktivování a deaktivování čísel v numerické části. Pokud jsou čísla neaktivní, stávají se aktivními kurzorové klávesy též nakreslené na numerické části. Zda je Num Lock aktivní či není, je zpravidla indikováno LED v pravé horní části klávesnice. Pokud svítí, jsou aktivní čísla.
Zmáčknutím Num Locku dostáváme nejjednodušší indikátor funkčnosti klávesnice.
Na starších IBM PC klávesnicích bylo pouze 84 kláves a neobsahovaly samostatné kurzorové klávesy. Proto vznikla klávesa Num Lock, která vybírala mezi dvěma funkcemi jedné klávesy.

## Klávesy ovlivněné Num Lockem
| Jméno klávesy | Numlock zapnut | Numlock vypnut |
| ------------- | -------------- | -------------- |
| Numpad 1      | 1              | klávesa End    |
| Numpad 2      | 2              | šipka dolů     |
| Numpad 3      | 3              | Page Down      |
| Numpad 4      | 4              | šipka vlevo    |
| Numpad 5      | 5              | žádná funkce   |
| Numpad 6      | 6              | šipka vpravo   |
| Numpad 7      | 7              | klávesa Home   |
| Numpad 8      | 8              | šipka nahoru   |
| Numpad 9      | 9              | Page Up        |
| Numpad 0      | 0              | klávesa Insert |
| Numpad .      | . (tečka)      | klávesa Delete |